# Aeroportul Ardmore Downtown Executive
Aeroportul Ardmore Downtown Executive (IATA: AHD, FAA LID: 1F0) este un aeroport din Oklahoma, Statele Unite ale Americii. Aeroportul a fost tranzitat în 2019 de 8 pasageri.
Situat la o altitudine de 257 m, aeroportul dispune de 1 pistă.

## Infrastructură

### Piste
Aeroportul dispune de o singură pistă. Pista 17/35 are suprafața de asfalt și dimensiunile 5.014 picioare × 75 picioare. 